# Estación de San Ranón
La Estación de San Ranón es un apeadero ferroviario en el concejo de Pravia, Asturias. Se sitúa en la línea Oviedo-San Esteban de Pravia construida por el Ferrocarril Vasco-Asturiano. Actualmente forma parte de la red de ancho métrico de Adif. Está integrada dentro del núcleo de Cercanías Asturias como parte de la línea C-7 (antigua F-7) entre Oviedo y San Esteban, por Trubia y Pravia.

## Historia
La línea Trubia-San Esteban fue completada en 1904 por la Sociedad General de Ferrocarriles Vasco Asturiana, para cargar carbón en el puerto de San Esteban con dirección al País Vasco. En la actualidad, forma parte de la red de ancho métrico de Adif, y cuenta con servicios de Cercanías Asturias operados por Renfe Cercanías AM. 
Se encuentra entre las estaciones de San Esteban y Pravia, en el punto kilométrico 4.97 de ese tramo.

## Servicios ferroviarios

### Cercanías
La estación forma parte de la línea C-7 Oviedo - Pravia - San Esteban de Cercanías Asturias, operada por Renfe Cercanías AM. Cuenta, de lunes a viernes, con una frecuencia de un tren por hora a Oviedo, que en fines de semana se reduce a uno cada dos horas.
| procedencia/destino | < estación | Línea | estación >            | destino/procedencia   |
| ------------------- | ---------- | ----- | --------------------- | --------------------- |
| Oviedo              | Pravia     |       | San Esteban de Pravia | San Esteban de Pravia |